# Monty Python's Tiny Black Round Thing
Monty Python's Tiny Black Round Thing è un EP dei Monty Python registrato nel 1974 per promuovere il loro album Monty Python Live at Drury Lane.

## Tracce

### Lato A
1. Introduction from Head of New Musical Express - 0:55
2. Election Night Special Part 1 - 6:38
3. Hair Spray Ad - 0:51

### Lato B
1. Reviews - 0:59
2. Election Night Special Part 2/The Lumberjack Song - 5:03